# Bencecu de Sus

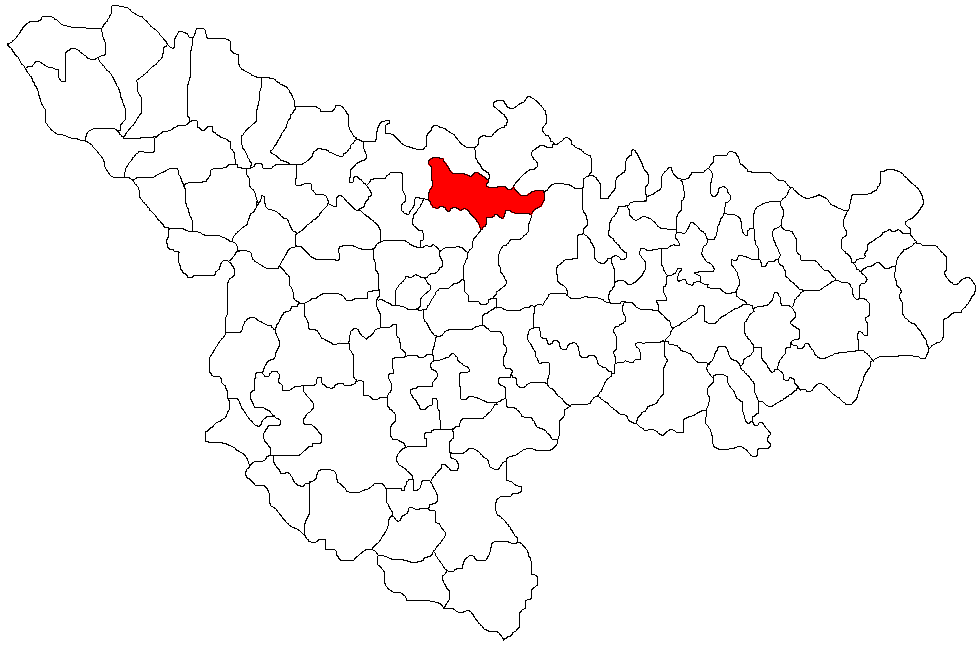
Lage von Bencecu de Sus im Kreis Timiș

Bencecu de Sus (deutsch Deutschbentschek oder Bentschek, ungarisch Felsöbencsek, Bencsek, Németbencsek) ist ein Dorf im Kreis Timiș, Banat, Rumänien. Bencecu de Sus gehört zur Gemeinde Pișchia.

## Lage
Bencecu de Sus liegt 25 Kilometer nordöstlich von Timișoara. Der Ort ist über die Kreisstraße DJ 691 Richtung Pișchia und anschließend noch sieben Kilometer über den asphaltierten Landweg (drum comunal) DC62 zu erreichen.

## Nachbarorte
| Pișchia   | Bencecu de Jos                              | Sălciua Nouă |
| Sânandrei | Kompassrose, die auf Nachbargemeinden zeigt | Stanciova    |
| Giarmata  | Ianova                                      | Herneacova   |

## Geschichte
Nach dem Frieden von Passarowitz (1718) begann die Kolonisierung des Banats durch die Habsburgermonarchie.
Im Jahre 1793 beschloss die Lippaer Kameralverwaltung die Gründung einer neuen deutschen Ortschaft Unterbentschek. Es wurden 48 Häuser an einem Hang erbaut und 1794 besiedelt. Im Jahre 1806 waren es schon 106 Häuser. Den Ort Unterbentschek gab es von 1792 bis 1807. Der steile Hang, auf dem die Häuser erbaut worden waren, bot den Kolonisten keine Möglichkeit zur Entfaltung. Sie hatten weder Garten, noch einen Hof ums Haus. Die Neusiedler waren mit diesem Zustand nicht zufrieden und verlangten die Umsiedlung auf eine Anhöhe. Die Kameralverwaltung begann im Jahre 1806 mit der Erstellung eines neuen Dorfplanes und der Erbauung eines neuen Dorfes auf dem Berg. Am 10. Mai 1807 begann die Verlegung der Deutschen aus dem Tal auf den Berg. Seitdem gibt es Deutschbentschek und Rumänischbentschek.
Deutschbentschek ist eine Binnensiedlung. Die ersten Siedler kamen aus der nicht mehr vorhandenen Ortschaft Mali Torini bei Gertjanosch. Des Weiteren kamen Familien aus den Ortschaften Guttenbrunn, Blumenthal, Königshof, Jahrmarkt, Bruckenau, Glogowatz und aus den heute zu Serbien gehörenden Ortschaften Zichidorf und Franzdorf.
Im Jahre 1814 wurde das Kameralgut Bentschek dem Fürsten Feldmarschall Karl Schwarzenberg für seine Verdienste im Kampf gegen Napoleon von Kaiser Franz Joseph I. geschenkt und die Einwohner wurden Leibeigene. Bis 1848, als die Leibeigenschaft abgeschafft wurde, wechselten zwei Gutsherren.
Infolge des österreichisch-ungarischen Ausgleichs im Februar 1867 kam das Banat innenpolitisch unter ungarische Verwaltung. Es setzte eine gewaltige Magyarisierungswelle ein, die zu Beginn des 20. Jahrhunderts ihren Höhepunkt erreichte. Der Ort erhielt die amtliche Bezeichnung Felsöbencsek.
Am 4. Juni 1920 wurde das Banat infolge des Vertrags von Trianon dreigeteilt. Der größte, östliche Teil, zu dem auch Bentschek gehörte, fiel an Rumänien. In der Zwischenkriegszeit erlebte Bentschek seine Glanzzeit. Der Aufschwung war ersichtlich.
Infolge des Waffen-SS-Abkommens vom 12. Mai 1943 zwischen der Antonescu-Regierung und Hitler-Deutschland wurden alle deutschstämmigen wehrpflichtigen Männer in die deutsche Armee eingezogen.
Noch vor Kriegsende, im Januar 1945, fand die Deportation aller volksdeutschen Frauen zwischen 18 und 30 und Männer im Alter von 16 bis 45 zur Aufbauarbeit in die Sowjetunion statt.
Das Bodenreformgesetz vom 23. März 1945, das die Enteignung der deutschen Bauern in Rumänien vorsah, entzog der ländlichen Bevölkerung die Lebensgrundlage. Der enteignete Boden wurde an Kleinbauern, Landarbeiter und Kolonisten aus anderen Landesteilen verteilt. Anfang der 1950er Jahre wurde die Kollektivierung der Landwirtschaft eingeleitet. Durch das Nationalisierungsgesetz vom 11. Juni 1948, das die Verstaatlichung aller Industrie- und Handelsbetriebe, Banken und Versicherungen vorsah, fand die Enteignung aller Wirtschaftsbetriebe unabhängig von der ethnischen Zugehörigkeit statt. 
Ende der 1950er Jahre begann die Familienzusammenführung und die Übersiedlung in die Stadt oder in Ortschaften, die der Stadt näher lagen. Die Auswanderung der Deutschbentscheker nach Deutschland begann schon 1957. Nach dem Sturz des Diktators Nicolae Ceaușescu verließen die Letzten das Dorf.

## Wirtschaft
In der Zwischenkriegszeit erlebte Bentschek seine Glanzzeit. Der Aufschwung war ersichtlich. Die Mechanisierung der Landwirtschaft begann. Die ersten Traktoren kamen ins Dorf. Sämaschinen, Garbenbinder, Grasmäher, Maissetzer, Zweischaarpflüge hielten Einzug in fast jeden größeren Bauernhof. Die Viehzucht erreichte ihren Höchststand und auch der Wein- und Obstbau war eine sehr wichtige Einnahmequelle für die Dorfbewohner.
Die Deutschbentscheker Bevölkerung lebte hauptsächlich von der Landwirtschaft und dem Weinbau. Jedes Haus besaß ein Stück Weingarten. Der Bentscheker Wein, der durch seine natürliche Säure zum Verschnitt anderer Weine diente, war sehr beliebt.
Das einzige Industrieunternehmen, neben Dreschgarnituren, war die Getreidemühle mit drei Walzen und einem Maisschroter, später Hammerschroter, betrieben mit einem langsam laufenden Einzylinder-Dieselmotor. Handwerksbetriebe wie Schreiner, Wagner, Schmiede, Fassbinder, Schneider, Schuster gab es, so wie Kaufläden.
Diese Periode des Aufblühens und des Wohlstandes nahm mit Beginn des Zweiten Weltkriegs ein jähes Ende. Durch das Requirieren der Pferde für das Militär erlitt die Landwirtschaft einen erheblichen Schaden. Der 23. August 1944 brachte das Ende des wirtschaftlichen und sozialen Aufschwungs.

## Kulturleben
In Deutschbentschek gab es vor dem Zweiten Weltkrieg mehrere Vereine. Schon im Jahre 1887 wurde der Schützenverein gegründet. 1931 wurde er auf Grund eines Beschlusses der rumänischen Behörden aufgelöst.
1890 entstand der Bestattungsverein. Er diente den Hinterbliebenen bei der Beisetzung ihrer Toten mit Totenwagen, Totenträger und Grabmacher. Mitglied in diesem Verein waren fast alle Haushalte.
1931 wurde die Freiwillige Feuerwehr gegründet. Des Weiteren gab es einen Männergesangsverein, einen Katholischen Jugendverein, einen Katholischen Mädchenkranz, einen Katholischen Deutschen Frauenverein und seit 1871 eine Blasmusikkapelle.
In den Vorkriegsjahren, aber auch nach dem Zweiten Weltkrieg wurden in Deutschbentschek sehr viele Theaterstücke aufgeführt. Jeder Verein beteiligte sich an diesen Aufführungen. Es wurden Einakter, Schwänke, aber auch abendfüllende Stücke in drei bis vier Akten aufgeführt. In den sechziger Jahren kam die Theatergruppe des Kulturheims mit Hans Kehrers Stück „Der Korbflechter“ mit Michael Andree in der Hauptrolle zur Endausscheidung nach Bukarest und bekam einen ersten Preis.

## Schulwesen
Ab 1802 gab es bereits Schulunterricht in Unterbentschek. 1808 wurde die Schule in Deutschbentschek gegründet. Bentschek hatte zwischen 1802 und 1859 je einen Lehrer, zwischen 1859 und 1900 zwei, und ab dann zwei und drei Lehrer.
Der Lehrer Franz Marschang hat sich besonders verdient gemacht um das Kulturleben von Deutschbentschek. Neben dem normalen Unterricht leitete er abends Sonderkurse für Landwirtschaft, Abendschule für Weiterbildung der Erwachsenen, unterstützte die Kulturtätigkeit, erlernte mit der Bevölkerung Theaterstücke, organisierte Sportveranstaltungen und andere außerschulische Tätigkeiten.
Trotz schwieriger Wirtschaftslage wurde 1931 eine neue größere und modernere Schule, mit drei großen, hellen Klassenräumen im Erdgeschoss und drei Lehrerwohnungen im Obergeschoss gebaut. Zwei Millionen Lei wurden von der Kirchengemeinde zum Bau dieser Schule aufgebracht.

## Kirche
1810 schrieben die Bentscheker an das Bischöfliche Ordinariat, baten um einen Pfarrer und verpflichteten sich „zum Heile ihrer Seelen“ den Pfarrer selbst zu bezahlen. Diese Briefe liegen heute noch zur Ansicht im bischöflichen Archiv in Temeswar.
Am 20. August 1825 bekam Bentschek seinen ersten Pfarrer. In der Zeit der Grundherrn der adligen Familie Tökely wurde am 19. Juni 1832 der Grundstein der Kirche gelegt und am 13. September 1833 eingeweiht.
1900 wurde die Kirche mit den beiden Seitenschiffen vergrößert. 1929 fiel der Kirchturm einem Blitzschlag zum Opfer und wurde neu aufgebaut. 1942 wurde die Kirche renoviert und das Schindeldach durch Ziegel ersetzt. 1943 bekam die Kirche einen neuen Hochaltar. In den sechziger und siebziger Jahren musste die Kirche immer wieder renoviert werden.
Heute wird die Kirche von den ungarischen Katholiken und den griechisch-katholischen Rumänen besucht. Bei der 200-Jahr-Feier in Deutschbentschek im Jahre 2007 wurde die Kirche nach einer Generalreparatur von Monsignore Bischof Martin Roos neu eingeweiht.

## Demografie
Das neue Dorf Deutschbentschek hatte im Umsiedlungsjahr 1807 rund 129 Hausplätze mit über 300 Bewohnern. Die Einwohnerzahl stieg, trotz vieler Epidemien, ständig. Die höchste Einwohnerzahl mit 1703 Personen gab es im Jahre 1900. Ab diesem Jahr kann man deutlich den Rückgang der Bevölkerung, besonders der deutschen, beobachten. Durch Krieg, Deportation, Umsiedlung sank die Einwohnerzahl von Jahr zu Jahr. 1985 waren es noch 168 Deutsche und 1995 verließ die letzte deutsche Familie Deutschbentschek.
| 1880 | 1.594 | 49  | 1.522 | 14 | 7 |
| 1900 | 1.703 | 37  | 1.638 | 21 | 7 |
| 1941 | 1.433 | 17  | 1.380 | 36 | - |
| 1977 | 1.027 | 517 | 469   | 39 | 2 |
| 2002 | 848   | 808 | 10    | 22 | 8 |